# Verwendung von Quarzsand und Quarzkies

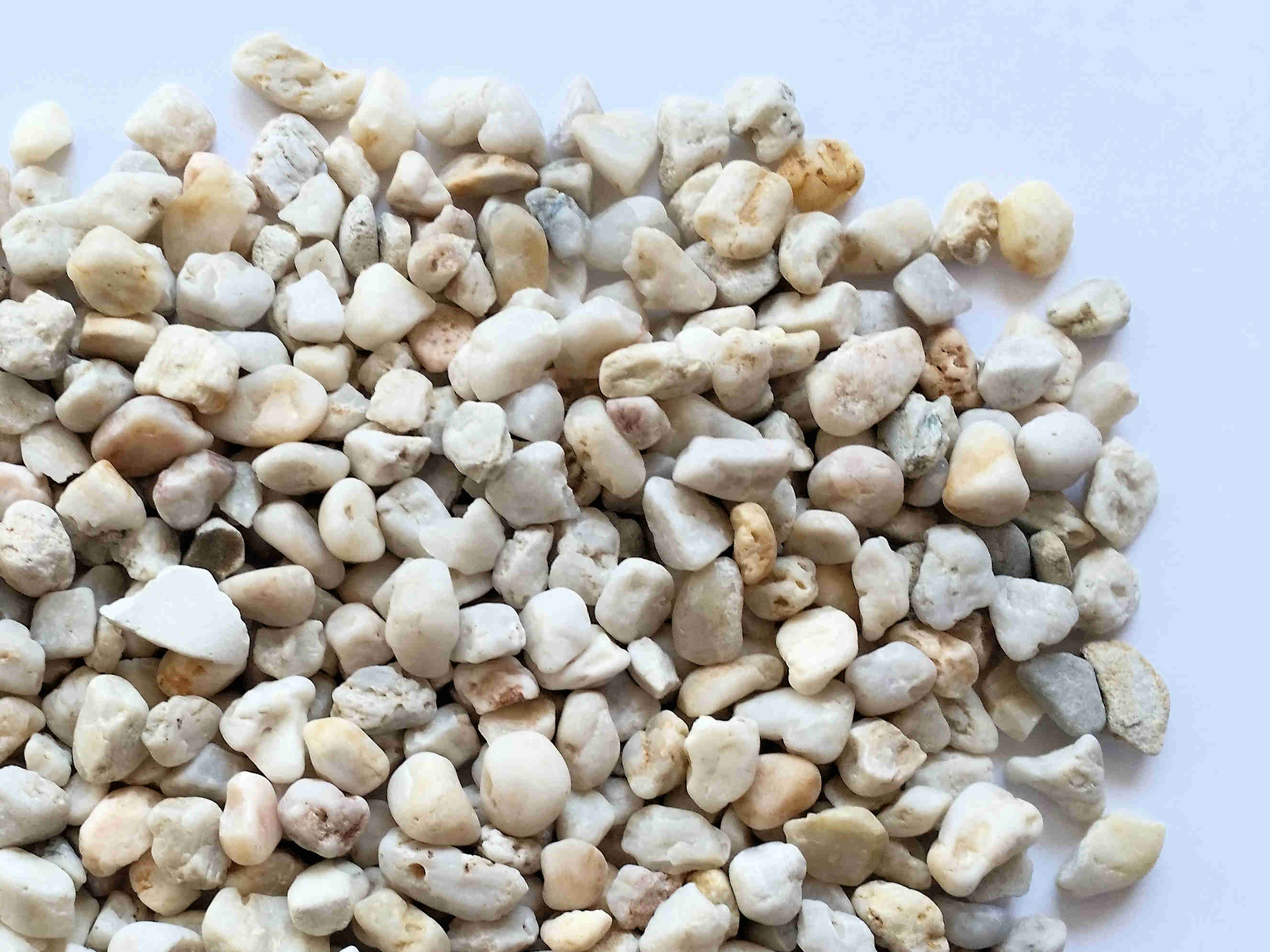
Quarzkies 5,6 8 mm

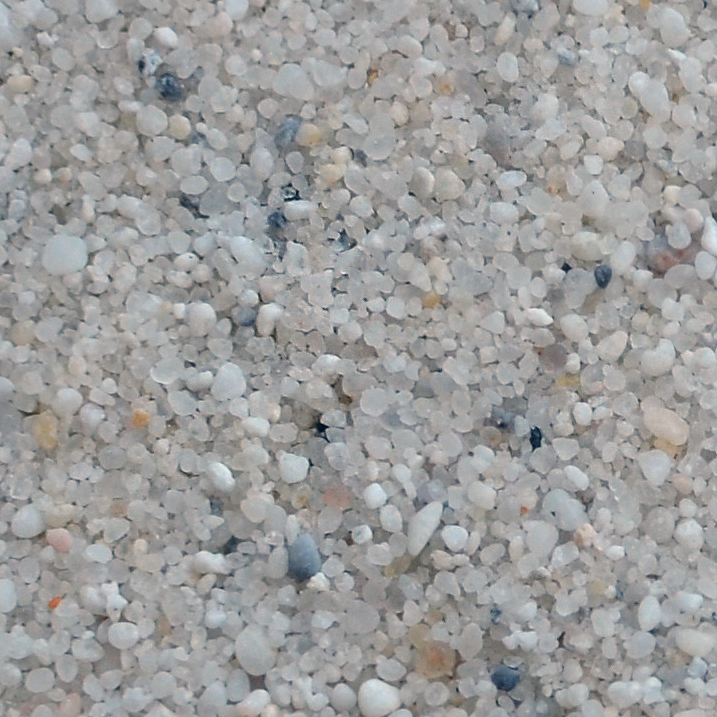
Quarzsand aus der Sandgrube bei Uhry

Quarzsande und Quarzkiese unterscheiden sich von anderen Sanden und Kiesen vor allem durch ihren hohen SiO2-Anteil (Siliziumdioxid, das Mineral Quarz). Es gibt unterschiedliche Definitionen, ab wann man von Quarzsand bzw. Quarzkies spricht. Häufig wird ein SiO2-Anteil von 96 % als Grenze angesehen. Dieser Wert ist auch in den richtungsweisenden DIN- und EN-Normen zur Aufbereitung von Trinkwasser hinterlegt. Man unterscheidet Sand und Kies nach der Korngröße. Auch hier gibt es verschiedene Abgrenzungen, wobei häufig ab 2 mm Korndurchmesser von Kies gesprochen wird.

## Eigenschaften von Quarzsanden und Quarzkiesen und deren Bedeutung für ihre Anwendung
Quarzkörnungen sind aufgrund des hohen Anteils an SiO2 sehr hart, aber aus demselben Grund auch spröde. Beim Umgang mit Quarzkörnungen sollte auf jeden Fall darauf geachtet werden, dass so wenig wie möglich Abrieb oder Zertrümmerung entsteht. Besonders feine Quarzpartikel als alveolengängiger Feinstaub können schwere Krankheiten auslösen. Werden Quarzkiese pneumatisch gefördert, so sollte dieses mit minimalem Förderdruck geschehen. Wo möglich ist in geschlossenen Anlagen oder – wie im Trinkwasserbereich durch einschwemmen – einzubauen.
Die Härte gegen Abrieb erlaubt es den Produzenten von Quarzkiesen und Quarzsanden, sehr enge und genaue Kornbänder zu produzieren, ohne dass sich die Körner gegenseitig zerstören. Ein normaler Sand zur Herstellung von Transportbeton hat z. B. die Körnung 0/2. Das heißt, die kleinsten Körnungen fangen laut einschlägigen Normen bei einer Größe von 0,063 mm an und die gröbsten Bestandteile sind bei 2 mm. Typische Quarzkörnungen liegen z. B. bei 0,1 – 0,4 mm; 0,4 – 0,8 mm oder 0,71 – 1,25 mm. Dabei wird das größere der genannten Siebe als oberes Nennkorn bezeichnet das kleinere als unteres Nennkorn. Die Verteilung zwischen diesen Siebgrößen (bzw. auch darüber und darunter) heißt Sieblinie. Die einzelnen von der herstellenden Industrie benötigten Kornbänder richten sich nach der Anwendung.

## Grundsätzlich gibt es zwei unterschiedliche Anwendungsfelder für Quarzkiese und -sande
- Anwendungen wie Glas- oder Keramikherstellung, die Produktion von Silizium oder die chemische Umsetzung z. B. zu Wasserglas. Bei dieser Gruppe von Anwendungen spielt vor allem die chemische Zusammensetzung bzw. die Reinheit eine große Rolle. So bedeutet ein großer Anteil von Eisenoxid im Rohstoff, dass man aus diesem Sand kein klares Glas herstellen kann. Bei allen Anwendungen dieser Gruppe wird das ursprüngliche Quarzkorn chemisch umgesetzt und liegt anschließend in einer vollkommen anderen Form und in der Regel auch chemischen Verbindung vor.

- Anwendungen in der Trinkwasserindustrie, bei den Trockenmörteln oder in der Bauchemie nutzen eher die mechanischen Eigenschaften der Quarzprodukte. Hier spielt die chemische Zusammensetzung eine untergeordnete Rolle. Es kommt oft auf die Korngrößen, -formen oder -eigenschaften an. Bei den Tragwerksbauten ist beispielsweise eine besonders dichte Packung der Kugeln gefragt. Die Fullerkurve[3] spielt hier eine entscheidende Rolle. Ganz andere Anforderungen werden an einen Filterkies gestellt der z. B. in ein Brunnenbauwerk eingebaut wird. Hier ist eine Porosität in Verbindung mit der Abwesenheit von Unterkorn gefragt[4].

### Trockenmörtel, Trockenbeton, Vergussmörtel und andere Spezialmörtel
Denkt man über die Verwendung von Sand und Kies nach, so ist die Bauindustrie eines der ersten Gebiete die einem in den Sinn kommen. Wird z. B. ein Wohnhaus gebaut, so werden Fundament, Kellergeschoss oder Zwischendecken in der Regel aus Beton hergestellt. Dieser wird von den bekannten Betonmischern angeliefert, die wiederum im nächstgelegenen Transportbetonwerk mit bereits fertig gemischten Beton befüllt werden.
Die Herstellung von Trockenmörtel (und wenn größere Kiese enthalten sind: Trockenbetonen), Klebern (z. B. Fliesenkleber) und Spezialmörteln (z. B. Vergussmörtel) ist davon abweichend. Das Prinzip ist, dass die Produkte in einem Produktionswerk fertig zusammengemischt und dann bei den verschiedenen Anwendungen mit Wasser versetzt werden. Die Möglichkeiten sind vielfältig und werden in unterschiedlichsten Bau-, Industrie- und Infrastrukturbereichen genutzt. Die Stückkosten der diversen Produzenten sind erheblich höher als die eines einfachen Transportbetonwerkes. Auf diese Weise werden höher- bis hochwertige Produkte hergestellt, die eine Vielzahl von Eigenschaften und Anwendungsmöglichkeiten aufweisen können, die über normalen Beton hinausgehen.
Die speziellen Eigenschaften werden durch ein Zusammenspiel der verwendeten Additive und Zuschläge erreicht. Aufgrund der bereits erwähnten exakten Klassierbarkeit von Quarzsand und -kies ist der Aufbau der Sieblinie mit diesen Rohstoffen hier die erste Wahl. Aufgrund exakt zusammenpassender Korngrößen können oft teure Additive und Zuschläge eingespart werden.

### Wasseraufbereitung
Für die Aufbereitung von Wasser ist der Einsatz von Filterkies und Filtersand unerlässlich. Dabei wird aufgrund der exakten Klassierung und auch der Härte immer auf Quarzkies zurückgegriffen. In unserer modernen Gesellschaft brauchen wir Wasser hauptsächlich als Trinkwasser. Je nach Land ist die Erstellung von Trinkwasser sehr unterschiedlich. In Deutschland wird ein großer Teil der Rohwasserversorgung aus Brunnen sichergestellt, während in anderen EU-Ländern z. B. Talsperren eine sehr viel größere Rolle spielen.
Neben dem Trinkwasser ist die Nutzung des Wassers als Brauchwasser oder auch als Schwimm- und Badebeckenwasser eine verbreitete Anwendung.
Die Aufbereitung von Wasser ist ohne die Verwendung von Filterkies und Filtersand in technischem Maßstab nicht denkbar. Es gibt unterschiedlichste Verfahren zur Aufbereitung von Trinkwasser oder Schwimm- und Badebeckenwasser. Das Vorhandensein von geeigneten Filterkiesen ist weltweit häufig nicht gegeben. Besonders die Wüstenregionen haben Sande, die zur Aufbereitung von Wasser nicht geeignet sind (geringer SiO2 Anteil = zu weich, rund geschliffen = kaum Filterwirkung). Aus diesem Grund werden in diesem Industriezweig große Mengen an Quarzkies in Wüstenregionen geliefert (Verkauf von „Sand in die Sahara“).
Sauberes und keimfreies Trinkwasser ist eine der wichtigsten Grundlagen unserer modernen Gesellschaft und leider lange nicht jedem Menschen auf der Erde zugänglich. Von diesem Standpunkt aus betrachtet ist sauber klassierter Filterkies (Quarzkies) eine der wichtigsten Grundlagen zur Versorgung der Menschheit.

### Füllstoffe
Die feinen Quarzsande oder die durch Vermahlung mit Flintstein oder Aluminiumoxidkugeln daraus hergestellten Quarzmehle werden in unterschiedlichen Branchen als Füllstoffe eingesetzt. Füllstoffe sind unlösliche Zusatzstoffe, die, in hohem Gehalt zum Grundmaterial (der Matrix) zugegeben, u. a. die mechanischen, elektrischen oder Verarbeitungseigenschaften von Materialien stark ändern, und gleichzeitig den Anteil der typischerweise teureren Matrix im fertigen Produkt deutlich verringern. Große Abnehmer dieser feinen Stoffe sind die Farben- und Lackhersteller sowie die Kunststoffindustrie.

### Freizeitsande
Im Freizeitbereich werden Quarzsande und Quarzkiese vor allem in folgenden Bereichen eingesetzt:
- Reitplätze  Beim Reitplatzbau gibt es unterschiedlichste Anforderungen an den Untergrund. So ist beispielsweise ein Reitplatz zum Westernreiten aufgrund der bei diesem Sport ständig auftretenden horizontalen und vertikalen Kräfte völlig anders aufzubauen als ein Platz, auf dem Dressur geritten werden soll. Wiederum andere Anforderungen werden an den Untergrund für Springreiter gestellt oder auch an einen „Allround“–Platz, der ein bisschen von allem haben soll. Oft werden andere Stoffe wie Holzspäne oder auch Gewebeteilchen den Sanden beigegeben, um gewünschte Effekte zu erzielen. Plätze im Außenbereich müssen so gebaut werden, dass Niederschlagswasser gut ablaufen kann[7]. Unabhängig von der Ausrichtung des Platzes muss der Belag drainagefähig sein. Der Unterbau spielt dabei eine genau so wichtige Rolle wie die Qualität des Sandes.

- Golfplätze  Auf Golfplätzen gibt es unterschiedliche Anwendungen für Quarzsande und Quarzkiese. Neben dem Einsatz im „Bunker“ sind auch zwei sehr wichtige technische Anwendungen geläufig. Bei Topdressing im Bereich des „Greens“ wird der Boden unter den Grashalmen durch Einstreuen feiner Quarzsande so „geglättet“, dass Bälle nicht durch Unebenheiten abgelenkt werden. Sind diese Quarzsande auch nur gering mit gröberen Bestandteilen verunreinigt, werden die Mähmesser beschädigt, was zu Verzögerungen und hohen Kosten führen würde. Beim Aerifizieren werden die entstandenen Löcher mit gut einrieselndem Quarzsand gefüllt. Durch die auch langfristige Durchlässigkeit der Quarzschüttung können Nährstoffe nachhaltig an die Wurzeln gebracht werden.

- Kunstrasenplätze Kunstrasenplätze werden in unserer Gesellschaft immer häufiger gebaut und bekommen immer mehr Akzeptanz auch im professionellen Bereich. Im Aufbau kann man sich einen Kunstrasenplatz wie einen Teppich vorstellen, unter dem eine Gummimatte liegt, welche die Schritte der Sportler dämpft. Auf diese Matte wird dann der Kunstrasen (-Teppich) gelegt und mit Quarzsand beschwert, so dass er nicht rutscht (technisch gesagt, er wird schwimmend verlegt). Bei modernen Kunstrasenplätzen wird oben noch ein Gummigranulat aufgelegt, das die Verletzungsgefahr bei Stürzen (Schürfwunden) verringert. Die technischen Details sind in der DIN 18035-7[8] geregelt.

- Beachsand  Bei dieser Anwendung werden die feinen Quarzsande in Hallen oder außerhalb aufgeschüttet, um darauf unterschiedlichste Veranstaltungen durchzuführen. Häufig werden Beachvolleyball- oder Beachsoccer-Veranstaltungen als Publikumsmagnet genutzt. Aber auch jede Art von Beachpartys erfreut sich hoher Beliebtheit.

### Feuerfestanwendungen
Anwendungen in der Feuerfestindustrie beruhen auf der hohen Hitzebeständigkeit der Quarzprodukte. Diese schmelzen bei höheren Temperaturen später als die meisten Metalle. Die gängigsten Anwendungen sind Formkörper für die Gießereiindustrie, Speiser und Schiebersande.
- Formkörper für die Gießereiindustrie  Aus den Quarzsanden in Verbindung mit speziellen Bindemitteln werden die Negativformen hergestellt, die dann später mit flüssigem Metall ausgegossen werden. Bei zu gießenden Hohlkörpern sind die Formkörper so aufgebaut, dass sie nach dem Erkalten (und Erstarren) des Metalls z. B. durch Schwingungen (Rütteln) auseinanderbrechen und dann aus den Hohlkörpern heraus rieseln.

- Speiser Speiser sind spezielle Formkörper, die beim Gießen größerer Metallobjekte an strategischen Punkten eingebracht werden. Die Speiser sorgen dafür, dass Lücken (Lunker), die durch das abkühlbedingte Schrumpfen des Metalls entstehen würden, gefüllt werden.

- Schiebersande  Diese speziellen Sande werden bei der Herstellung von Metallen – z. B. Edelstählen – verwendet. Die flüssigen Metalle oder Metallgemische befinden sich in feuerfest ausgekleideten Gefäßen. Im unteren Bereich der Apparatur befindet sich ein Schieber, der nach Abschluss des Herstellungsprozesses geöffnet wird, um das flüssige Produkt abzulassen. Um zu verhindern, dass der Schieber durch die Masse oder die Temperatur des flüssigen Metalls Schaden nimmt, wird dieser mit den Sanden abgedeckt. Die Schiebersande sintern an und schützen den Schieber. Die Sande dürfen aber nur so stabil werden, dass nach Öffnen des Schiebers die Sandschicht „bricht“ und das flüssige Metall auslaufen kann.

### Glas/Keramik/Emaille
Quarzsand ist der wichtigste Rohstoff zur Herstellung von Glas und bildet auch bei der Herstellung von keramischen Erzeugnissen (Fliesen, Toiletten, Waschbecken) die Basis des Produktes. Zur Herstellung von Emaille werden in der Regel Quarzmehle verwendet. Technisch gesehen ist es das im Quarzsand enthaltene SiO2, das für diese Anwendung benötigt wird. Besonders wichtig ist eine hohe Reinheit, da die Anwesenheit bestimmter Metalle bzw. ihrer Oxide dazu führt, dass das Glas oder die Emaille nicht ganz klar ist. Besonders die Metalle Eisen (als Fe2O3) oder Mangan (MnO) färben die Schmelzen ein. Anders als bei den meisten anderen Anwendungen spielt der Aufbau der Sieblinien hier keine Rolle.

### Rohstoff für chemische Industrie
Wie bei der Verwendung zur Herstellung von Glas werden vor allem die reinen Quarzsande aus tertiären Vorkommen als Rohstofflieferant für SiO2 genutzt. Großtechnische Anwendung ist z. B. die Herstellung von Wasserglas.

### Streumittel
Bei der Anwendung als Streumittel wird die hohe Kantigkeit der gröberen Quarzsande oder feineren Quarzkiese genutzt, um die Haftung zu verbessern. Aus ökologischen Gründen ist die Nutzung der Quarze als Winterstreu zur Abstreuung von Eisflächen gegen Rutschgefahr eine bessere Lösung als die Verwendung von Salzen.
Bei vielen Eisenbahnfahrzeugen wird Quarzsand für die Sandstreueinrichtungen eingesetzt. Über Sanderdüsen wird bei Bedarf Sand vor die Antriebsräder gestreut, um die Adhäsion zwischen Schiene und Rad zu verbessern. Dies ist auch der Grund, warum man in Städten vor allem in den Herbst- und Wintermonaten Sand auf den Schienen von Strassen- oder U-Bahnen vorfindet.

### Diverse Anwendungen

#### Tankverfüllung
Bei der Verfüllung von alten Erdtanks werden in der Regel Quarzkiese im Bereich 2 – 8 mm in den Tank eingeblasen. Durch die Auffüllung der Tanks mit inertem Quarzkies wird verhindert, dass diese im Laufe der Zeit zusammengedrückt werden und es schlimmstenfalls zu Einbrüchen auf der Oberfläche kommt.

#### Fallschutzsand
Fallschutzsand ist ein Begriff aus dem Bereich des Spielgerätebaus. Gerne wird unter Klettergeräten eine dicke Schicht von Quarzkiesen (z. B. 4 – 8 mm oder 8 – 12 mm) geschüttet. Durch die gute Klassierung und die Abwesenheit von Stützkörnern kann die Schicht auch nach längerer Zeit nicht verdichten. Die Kiese rollen bei jedem Schritt zur Seite und ähnlich wie am Strand sinkt man tief ein. Durch diesen Effekt werden Stürze von Kindern von den Spielgeräten wirksam gedämpft.

#### Schleifmittel
Feine Quarzsande oder daraus gemahlenes Quarzmehl wird als Schleifmittel in verschiedenen Pasten verwendet. Der Einsatz in diesem Bereich ist begrenzt, da erheblich härtere und feiner aufgemahlene Rohstoffe wie Korund oder Aluminiumoxid zur Verfügung stehen. Wenn Quarzsande oder Quarzmehle hier zum Einsatz kommen, so hat das oft mit dem relativ geringen Preis zu tun.
→Siehe auch Scheuersand

#### Geflügelgrit
Da Vögel keine Zähne haben, müssen sie ihre harte Nahrung anders aufschließen (zermahlen). Zu diesem Zweck besitzen Vögel zwei voneinander unabhängige Mägen (den Muskelmagen/Kaumagen und den normalen Magen). Alle Vögel besitzen den Trieb, kleine Steinchen aufzunehmen, die dann im Muskelmagen als Mahlhilfe dienen. Bei der Massentierhaltung z. B. von Hähnchen werden zwar Futtermittel verwendet, die einen Aufschluss im Muskelmagen nicht erfordern, aber dennoch wollen die Tiere Steinchen aufpicken. Der Quarzkies wird als Alternative zugefüttert und von den Tieren aufgenommen.

#### Garten- und Landschaftsbau
Beim GaLa-Bau finden Quarzsande und Quarzkiese vielfältige Anwendung, wobei es in der Regel nur auf die Optik ankommt.

#### Aquarienkiese
Quarzsande und Quarzkiese werden im Aquarium gerne aufgrund der hellen Färbung eingesetzt. Die einzelnen Partikel sind kantengerundet und verletzen die Fische nicht. Darüber hinaus verdichten die gewaschenen Kiese nicht, so dass die Wurzeln der Wasserpflanzen zwar genug Halt haben, aber dennoch alle Nährstoffe aus dem Wasser bekommen.

#### Schwimm- und Fischteiche
Bei der Anwendung in Schwimmteichen oder Fischteichen steht wie beim GaLa-Bau der optische Effekt im Vordergrund. Ähnlich wie im Aquarium spielt daneben auch die fehlende Verdichtung des Bodens für viele Wasserpflanzen eine Rolle.